# Каменец

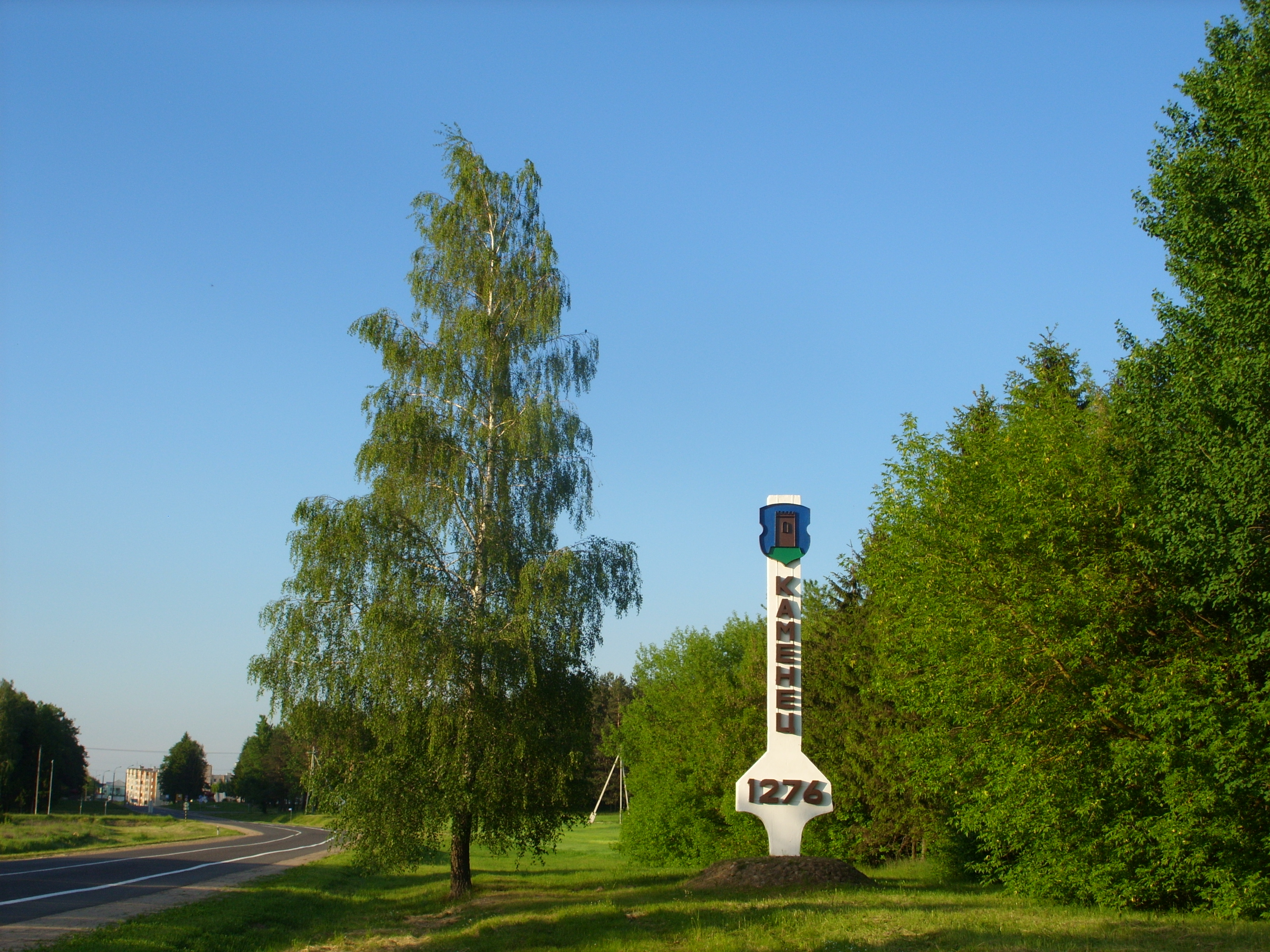
Знак на въезде в Каменец со стороны Бреста

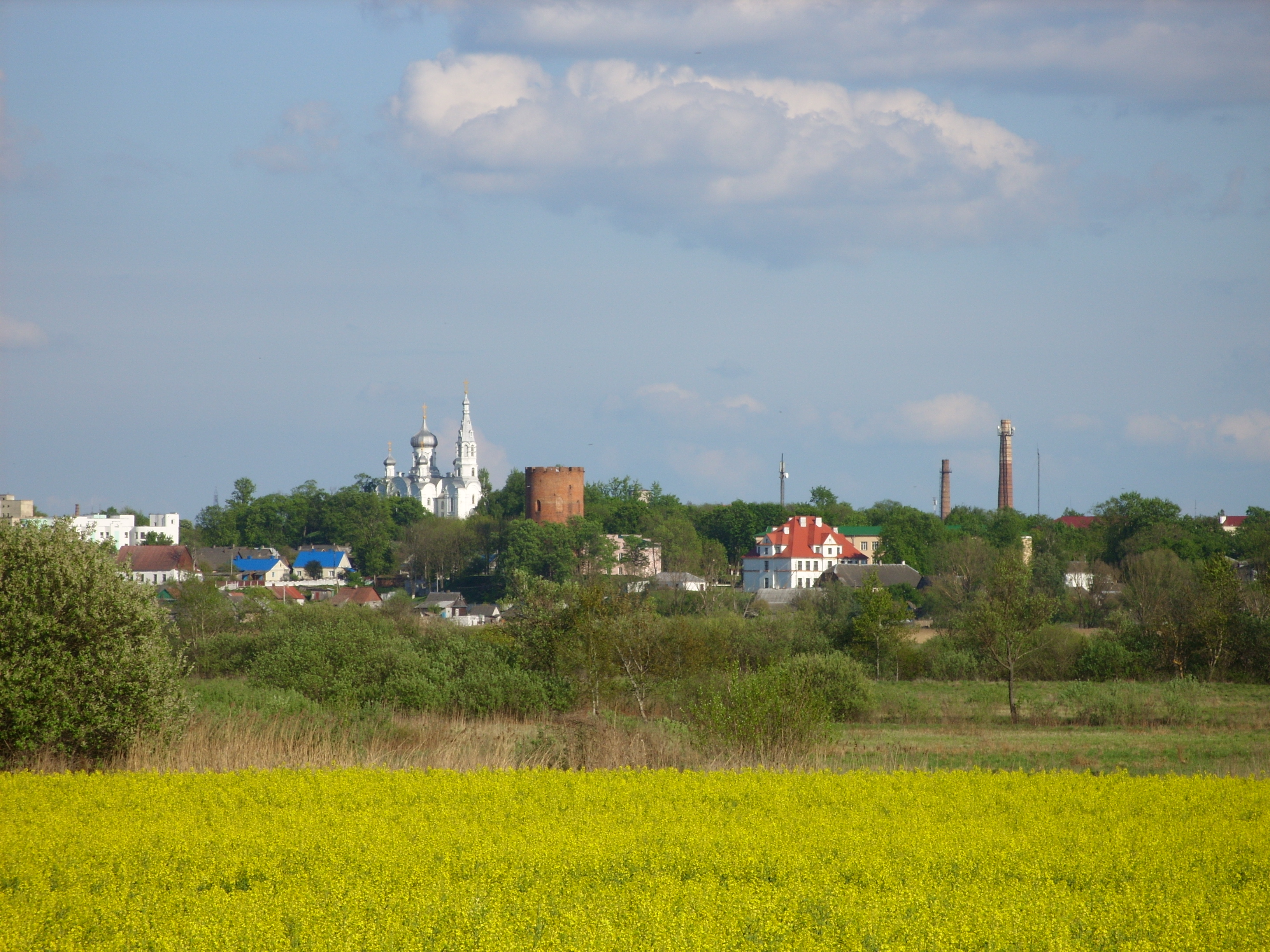
Вид на древнюю часть Каменца

Ка́менец (бел. Ка́менец, Камяне́ц, до 1940 года — Каменец-Литовский) — город на западе Республики Беларусь в Брестской области на реке Лесная, расположен в 40 км к северу от Бреста. Административный центр Каменецкого района. 
Численность населения — 8 133 человек (на 1 января 2025 года).
Расположена Каменецкая башня.

## Этимология
Топоним «Каменец» образовался от местной каменной башни, вокруг которой возникло поселение.
При этом древняя Галицко-Волынская летопись описывает происхождение названия от каменной земли.
В 1795—1940 годах город имел официальное название Каменец-Литовский ради отличия от украинского Каменца-Подольского.

## Геральдика
Герб утверждён решением Каменецкого районного исполнительного комитета от 20 августа 1998 года № 466, зарегистрирован в Гербовом матрикуле Республики Беларусь 14 сентября 1998 года № 20.

## История
Основан в 1276 году по распоряжению волынского князя Владимира Васильковича, строился градостроителем Алексой. По данным Ипатьевской летописи, именно Алекса избрал место для закладки Каменецкого детинца. Галицко-Волынская летопись описывает происхождение названия следующим образом:
кнѧзь же самъ ѣха с боѧры и слѹгами и ѹлюби мѣсто то надъ берегомъ рѣк Лѣсны и ѡтереби е и потомъ срѹби на немь городъ и нарче имѧ емѹ Каменѣць зане была землѧ камена
В XIV веке вошёл в состав Великого княжества Литовского. В этот период Каменец находился во владении князей Кейстута и Витовта.
В 1289 году Каменец захватил и полностью разрушил внук Даниила Галицкого дрогичинский князь Юрий Львович.
Начиная с 1373 года, на город регулярно нападали рыцари тевтонского ордена. В 1375 году комрут из Бальги Теодор фон Эльнер совершил крупный набег, разорив Каменец и захватив много пленных. Походы повторялись в 1378 и в 1384 годах.
В 1382 году город захватил польский князь Януш Мазовецкий, в виде якобы приданого своей супруги Дануты (дочери Кейстута). Осада длилась 7 дней. Однако через год Ягайло отбил город.
В 1500 году Каменец безуспешно штурмуют крымские татары хана Менгли-Гирея.
В 1503 году город получил Магдебургское право.
В 1517 году через город проезжает дипломат и историк Герберштейн. В своих путевых заметках он записал: «Каменец — город с каменной башней в деревянном замке».
Город сильно пострадал во время войны русско-польской войны 1654—1667 годов.
В 1795 году в ходе третьего раздела Речи Посполитой присоединён к Российской империи. До революции Каменец входил в Брестский уезд Гродненской губернии.
В период с 1795 до 1940 года город имел официальное название  Каменец-Литовский  для отличия от украинского Каменца-Подольского.
К середине XIX века большинство населения составляли евреи. В Каменце было шесть синагог.
В 1899 году академик архитектуры В. В. Суслов прибыл в Каменец для изучения возможности восстановления башни и составил план её реставрации. Проект был одобрен Николаем II и в 1903 году работы были завершены.
С 14 апреля 1921 года входил в состав Польши по результатам Рижского мирного договора 1921 года, после окончания Советско-Польской войны.
13 сентября 1939 года 3-я танковая дивизия вошла в Каменец. С 15 сентября в городе обосновался штаб танкового генерала Гейнца Гудериана.
С 2 ноября 1939 года Каменец входит в состав БССР.
С 22 июня 1941 года город был оккупирован немецко-фашистскими войсками. В Каменце было создано еврейское гетто, в ноябре 1942 года евреи были отправлены в лагерь уничтожения Треблинка. За время Великой Отечественной войны на территории города было уничтожено более 6 тысяч человек. 
Оккупация закончилась 22 июля 1944 года.
24 июня 1983 года Каменец получил статус города.
С 1991 года Каменец в составе Республики Беларусь.
20 октября 1995 года административные единицы Каменецкий район и город Каменец, имеющие общий административный центр, объединены в одну административную единицу — Каменецкий район.
4 сентября 2005 года в городе прошёл День белорусской письменности.
8 сентября 2012 года в городе 2-й раз провели Брестский областной фестиваль-ярмарку «Дажынкi».

## Территориальное деление
Неофициально выделяются 4 микрорайона:
- Мелиорация
- Замосты
- Южный
- Юго-Западный

## Население
Численность населения — 8 133 человек (на 1 января 2025 года). Численность населения — 8 287 человек (на 1 января 2024 года). Численность населения — 8 287 человек (на 1 января 2023 года).
| Численность населения: |
|                        |

В 2017 году в Каменце родилось 118 и умерло 89 человек. Коэффициент рождаемости — 14,1 на 1000 человек (средний показатель по району — 12,5, по Брестской области — 11,8, по Республике Беларусь — 10,8), коэффициент смертности — 10,6 на 1000 человек (средний показатель по району — 17,1, по Брестской области — 12,8, по Республике Беларусь — 12,6). Уровень рождаемости в Каменце один из самых высоких среди районных центров Брестской области (выше только в Жабинке и Малорите).

## Экономика
В городе действует хлебозавод, налажено производство пельменей, а также производство полимерных материалов.

## Образование
Образование в Каменце представлено следующими учебными заведениями.
Дошкольные учреждения
- детский ясли-сад № 1 (улица Брестская, 62)
- детский ясли-сад № 2 (улица 40 лет БССР, 14А)

Школы
- средняя школа № 1 (улица Ленина, 1)
- средняя школа № 2 (улица Брестская, 60/1)
- гимназия (улица Ленина, 1А)

Учреждения дополнительного и специального образования
- центр дополнительного образования детей и молодежи (улица 40 лет БССР, 14)
- центр коррекционно-развивающего обучения и реабилитации (улица Брестская, 60/2)

Спортивные учреждения
- спортивная детско-юношеская школа олимпийского резерва «Пуща» (улица Леваневского, 36)
- физкультурно-спортивный клуб «Лидер» (улица Леваневского, 56)

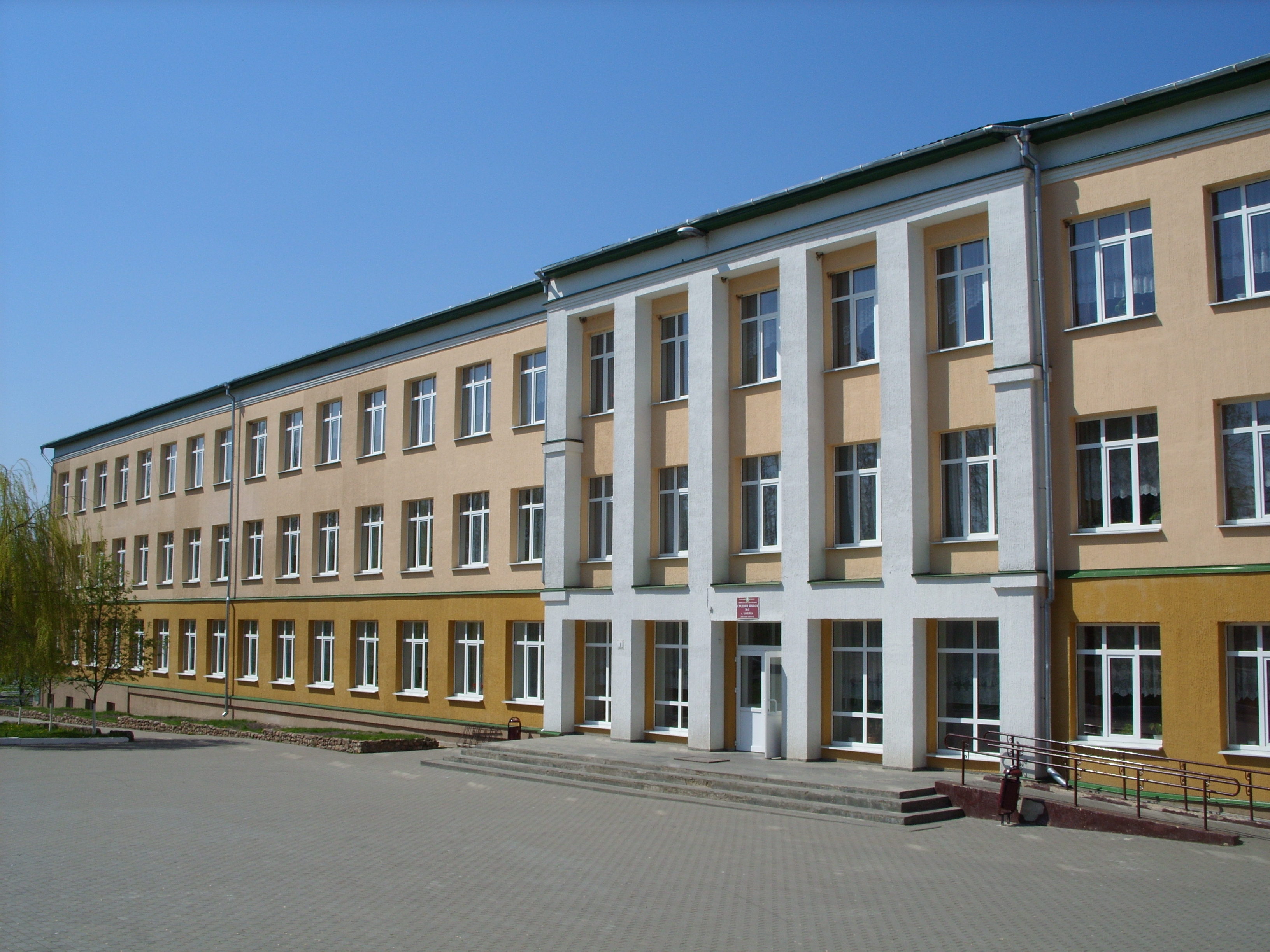
Средняя школа № 1 города Каменца
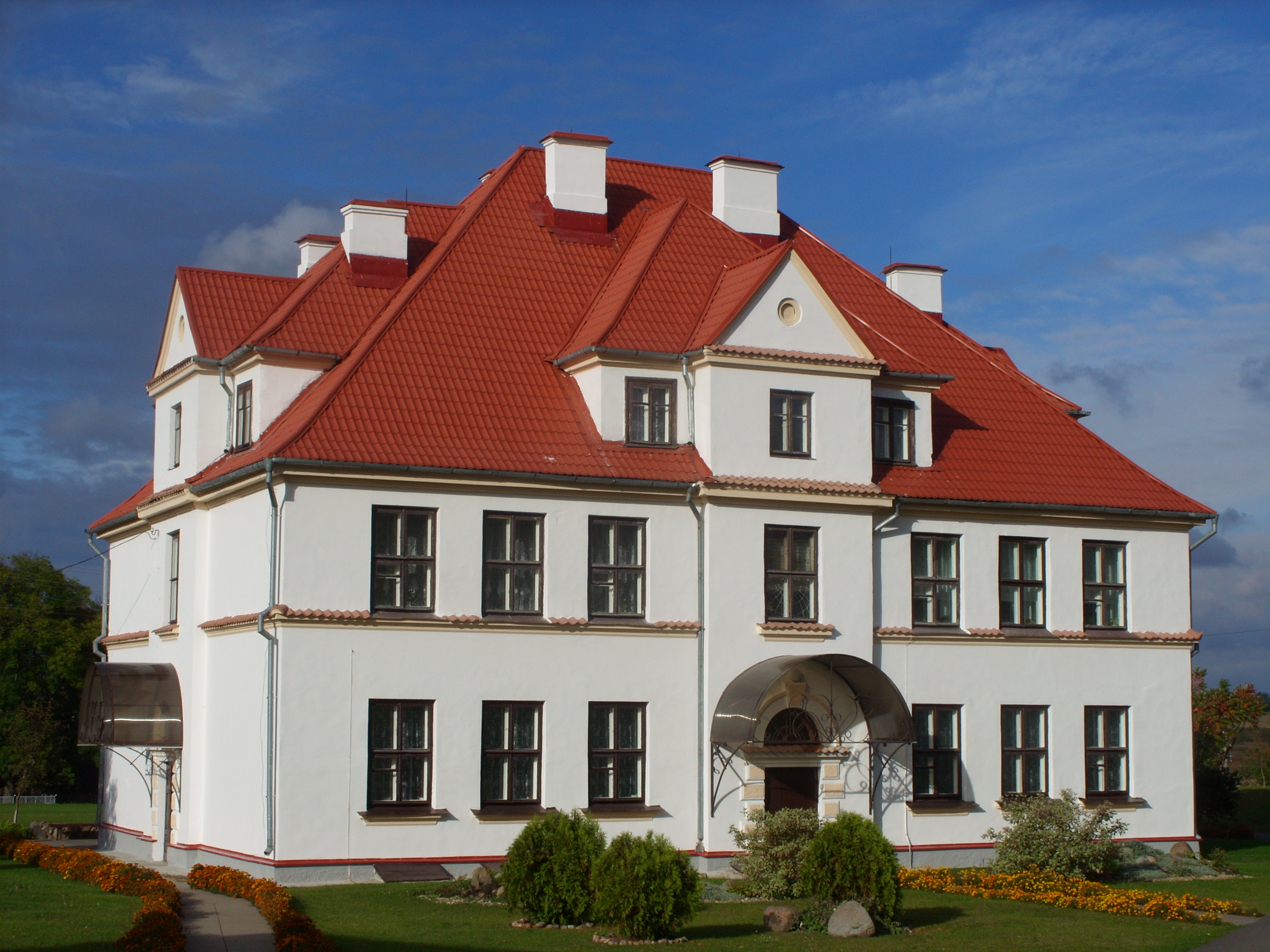
Гимназия города Каменца

## Культура и отдых
Детская школа искусств, дом детского творчества, дом культуры, кинотеатр, взрослая и детская библиотеки. В городском парке культуры и отдыха есть летняя крытая сцена. Работает городской стадион «Колос», спортивный зал с бассейном.
На территории города расположен Филиал «Каменецкая башня» — филиал учреждения культуры «Брестский областной краеведческий музей».
Часть маршрута EuroVelo.

## События и мероприятия
- 4 сентября 2005 года прошёл XII День белорусской письменности
- 8 сентября 2012 года в городе прошёл Брестский областной фестиваль-ярмарка «Дажынкi».
- 14 мая 2019 года Каменец принял эстафету огня II Европейских игр

## Достопримечательности

### Каменецкая башня
В городе сохранилась оборонно-сторожевая башня, зачастую ошибочно именуемая Белой Вежей. Башня была построена «градорубом» Алексой по приказу волынского князя Владимира Васильковича в период между 1276 и 1288 годами как центральное укрепление деревянной крепости.
Размеры башни: высота 30 метров, толщина стен 2,5 метра, наружный диаметр 13,5 метра, диаметр фундамента 16 метров, его высота 2,3 метра, общая площадь помещений около 300 м².

Фундамент башни сделан из полевых камней, пересыпанных речным песком. Материал для строительства кирпич-«пальчатка» (тёмно-красного и желтоватого цветов). Строительный раствор состоит из двух компонентов: гашёная известь и заполнитель-«цемянка» (мелко толчёные кирпичные осколки). Кирпич выложен вендской кладкой (две целых части («ложок») чередуются одной четвертью («тычок»)).

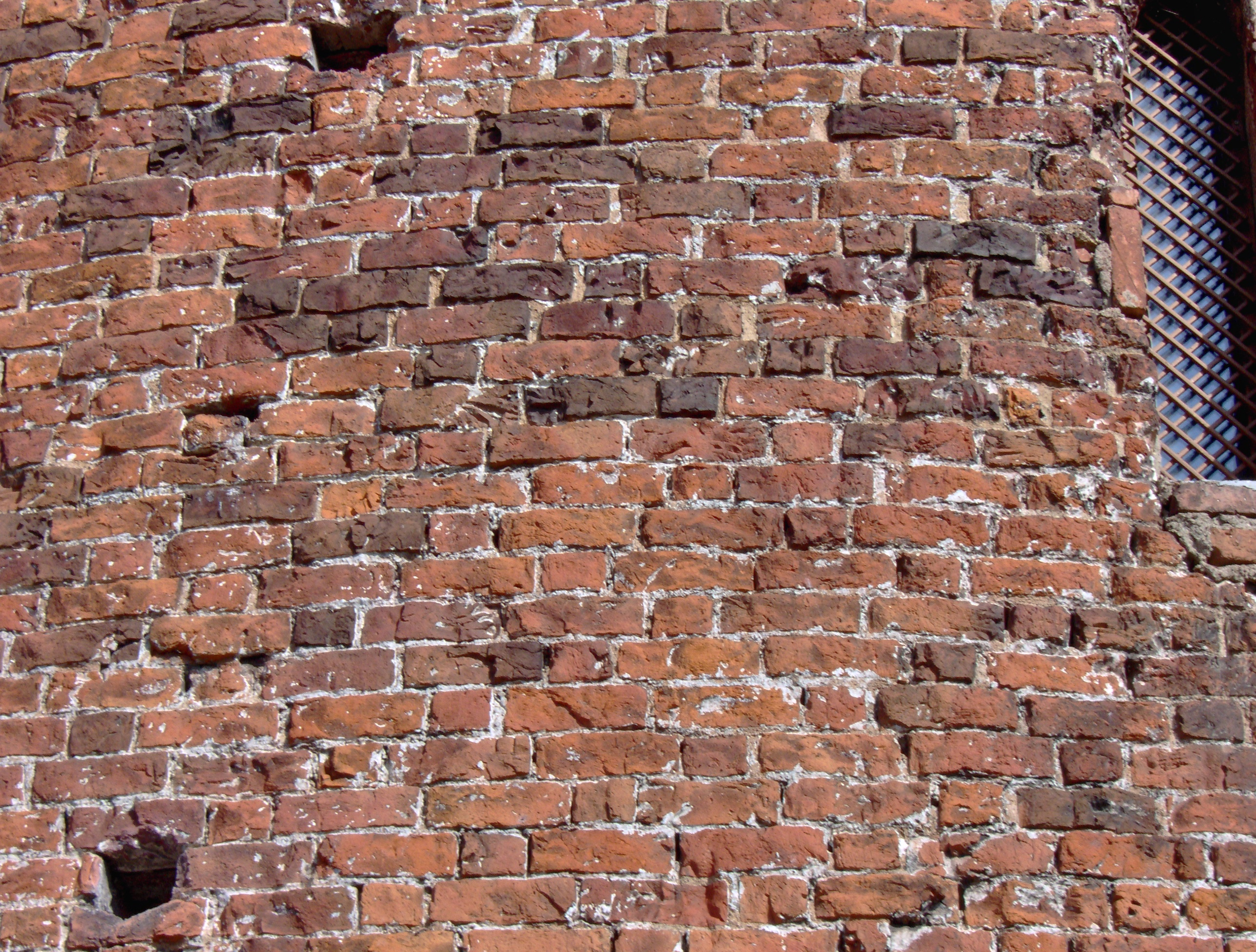
Аутентичная вендская кладка
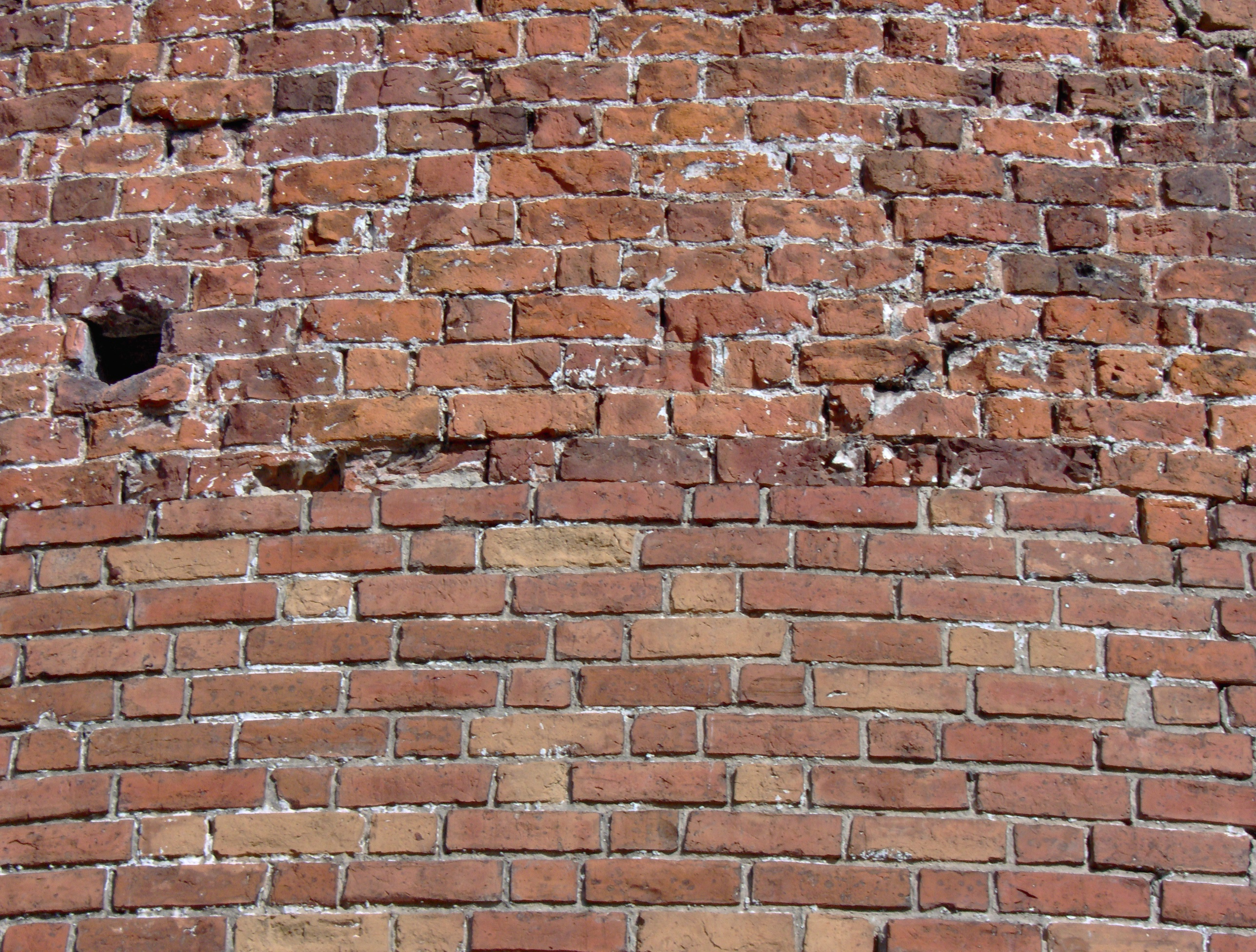
Обновленная кирпичная кладка
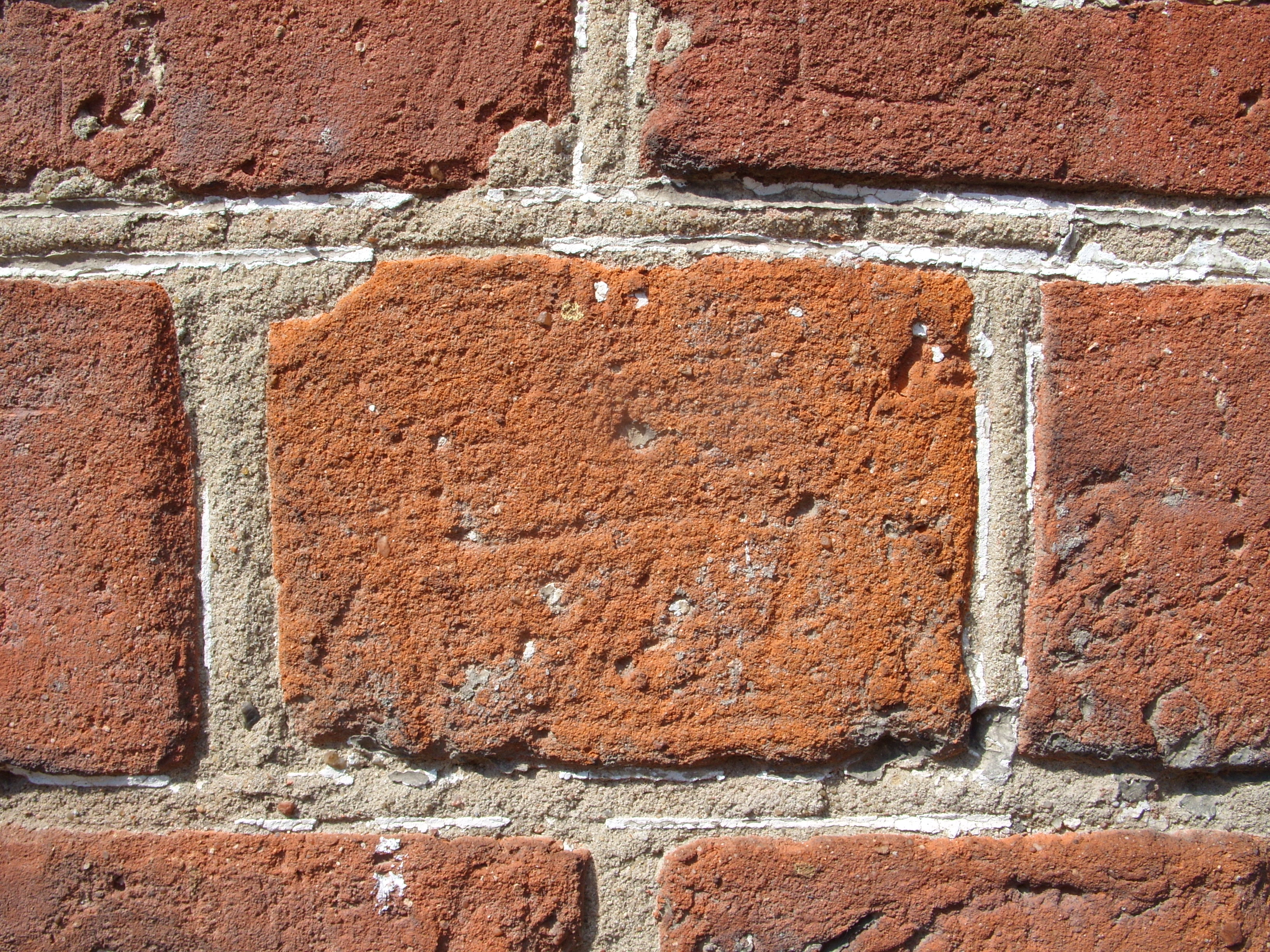
«Тычок»
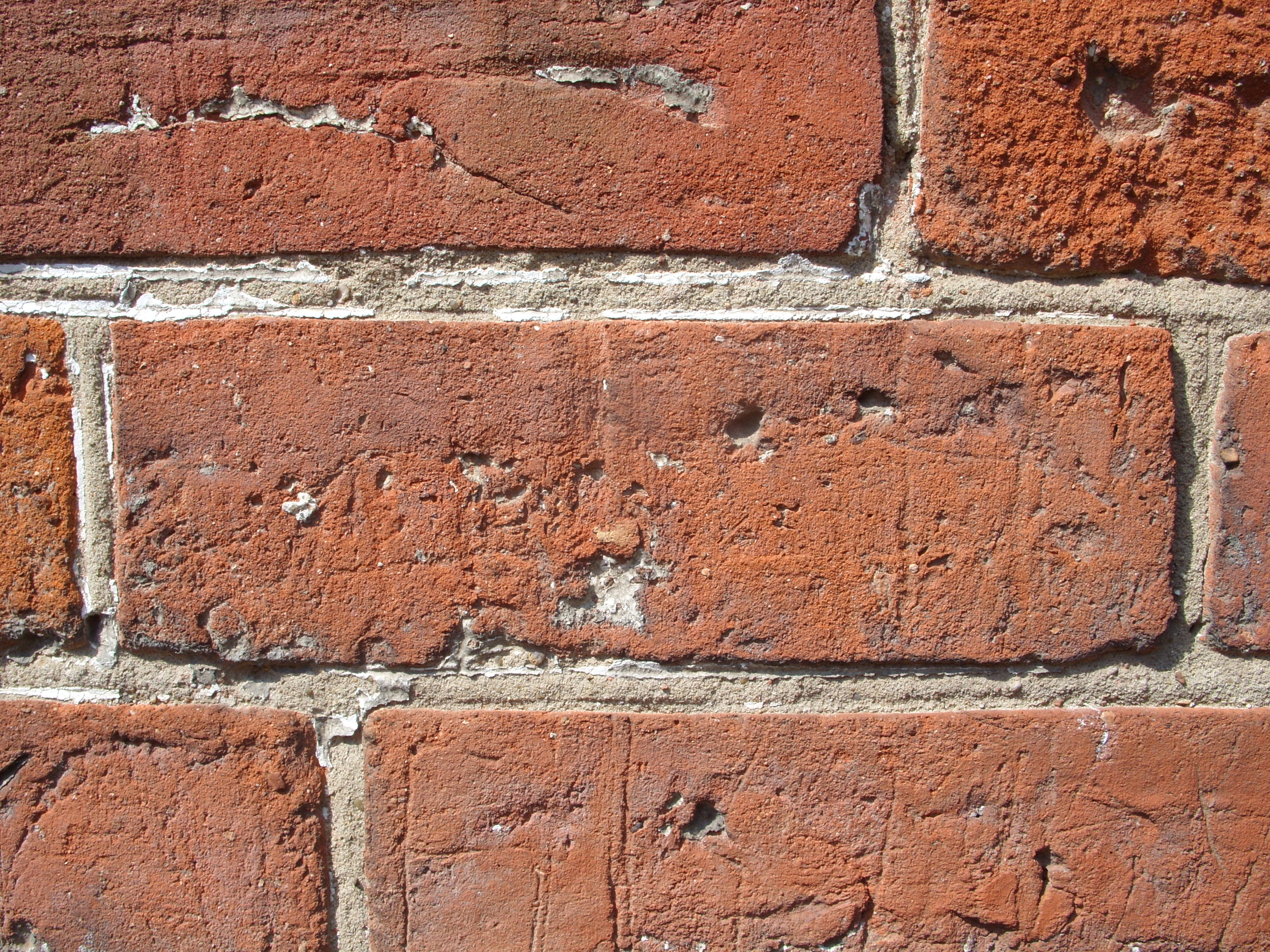
«Ложок»

Стены башни на разных уровнях прорезаны бойницами. В первом ярусе их — две, во втором и третьем — по три, на четвёртом — две бойницы и один стрельчатый проём, который выводил на балкон и ранее служил входом в башню. На пятом ярусе четыре бойницы, которые отличаются от всех остальных — через них обзор местности гораздо шире.

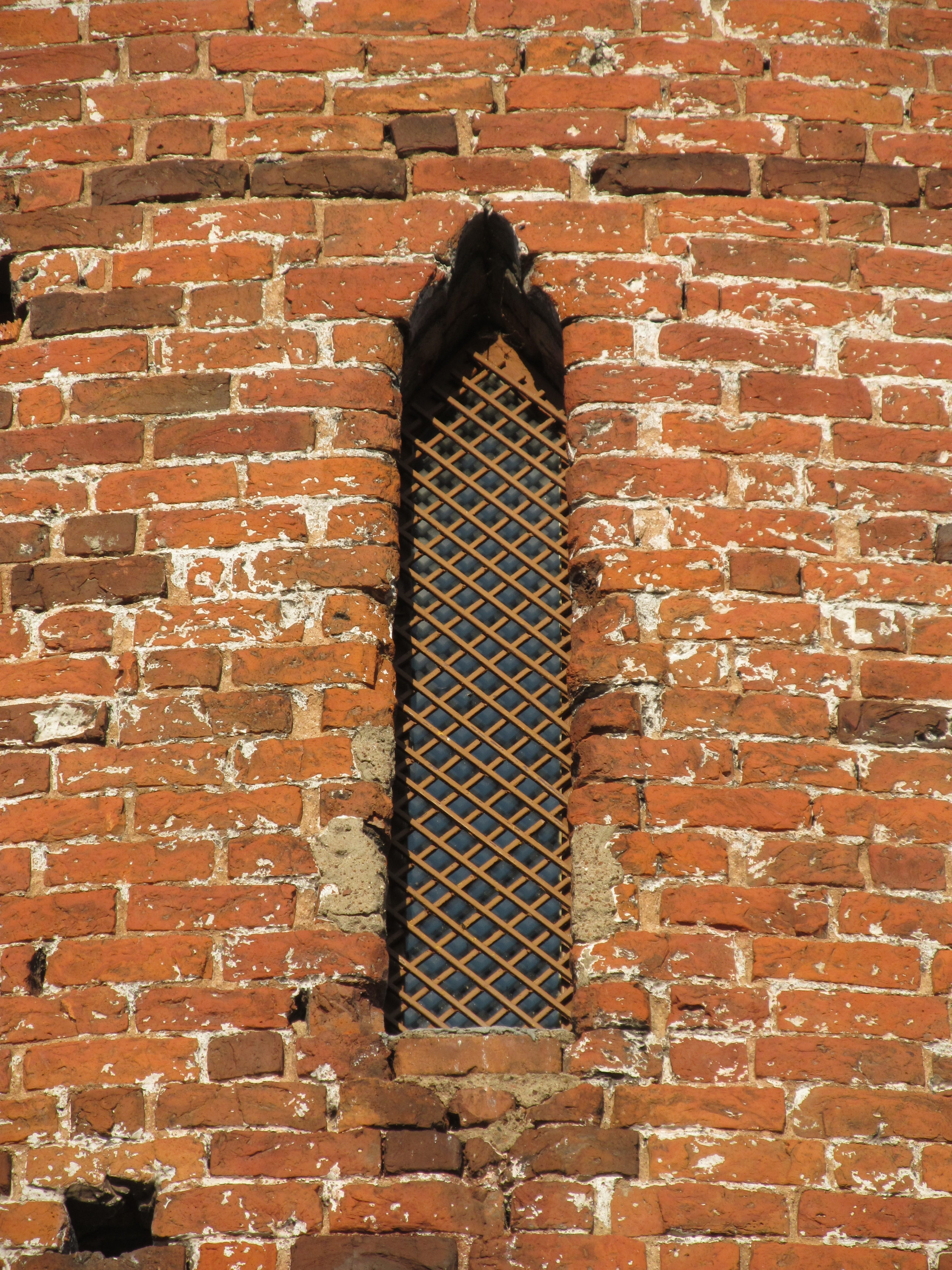
Бойница на нижних ярусах
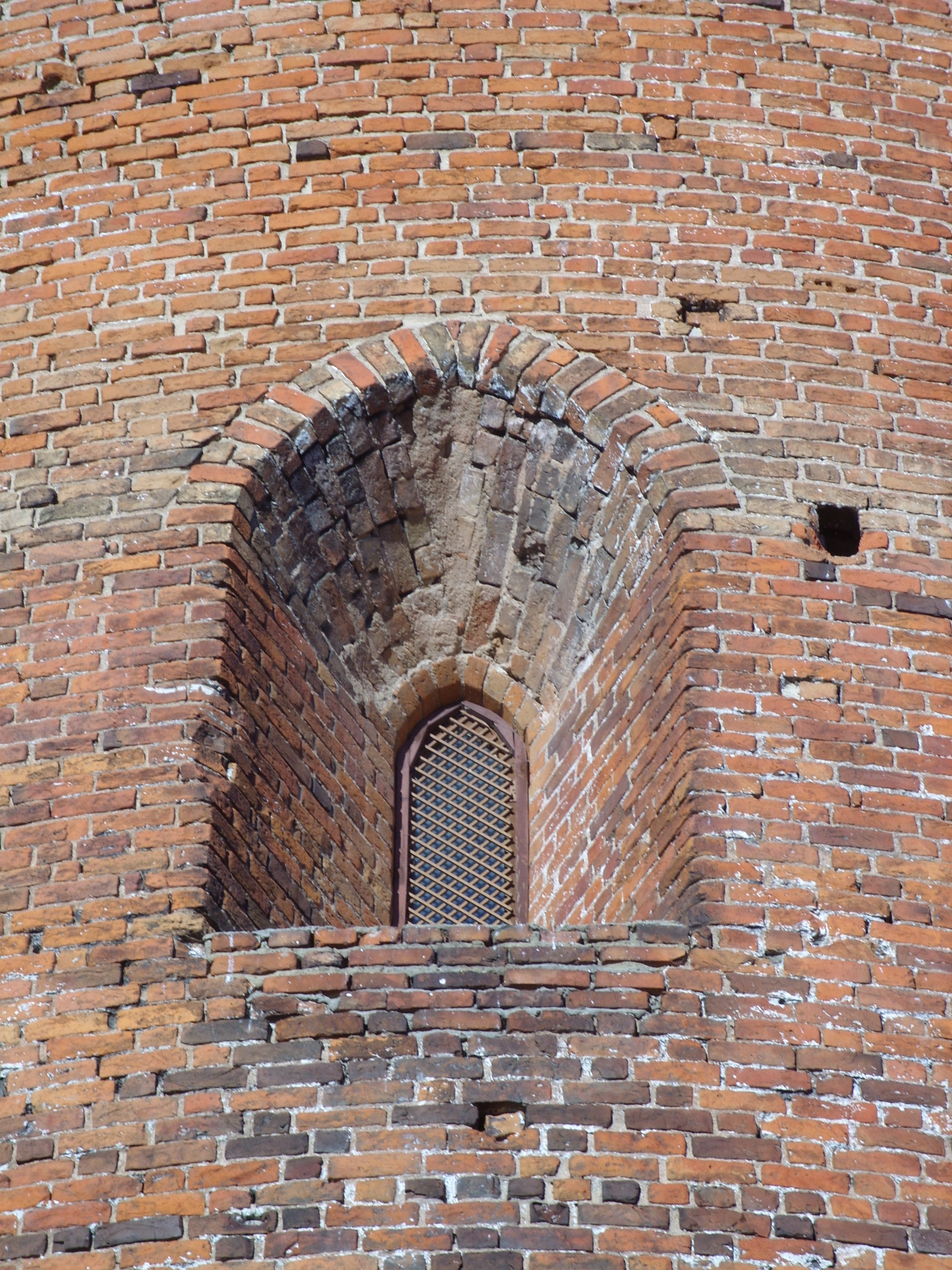
Бойница на пятом ярусе
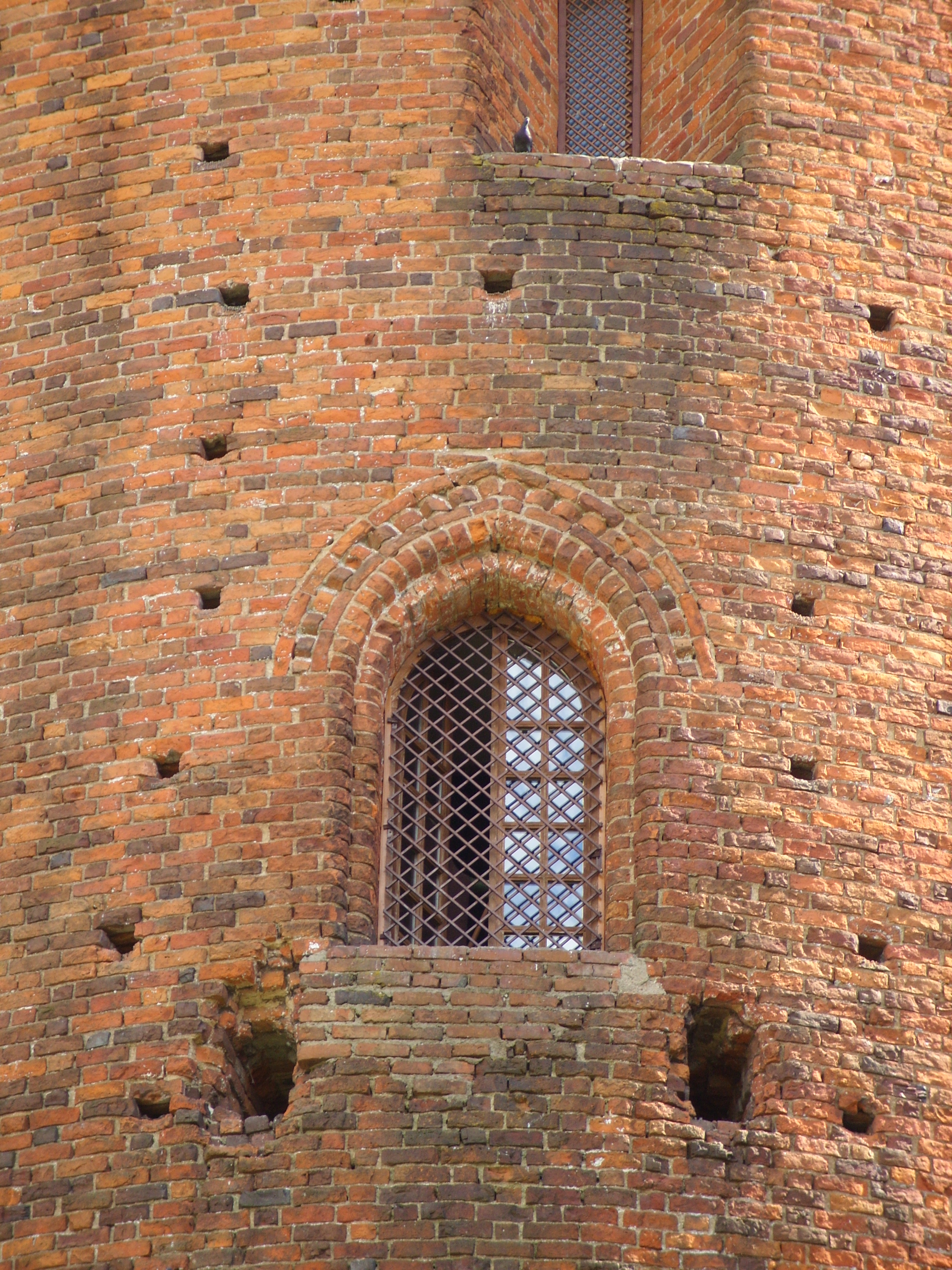
Старинный вход в башню

В толще стены пятого яруса начинается кирпичная лестница, которая освещается двумя узкими окошками и выводит на зубцы.

Обзорная площадка башни ограждена 14-ю зубцами, через один прорезанные сквозными отверстиями, которые служили в качестве наблюдательных окон. С XIII века сохранился нетронутым только один зубец, все остальные в разное время подвергались реставрации.

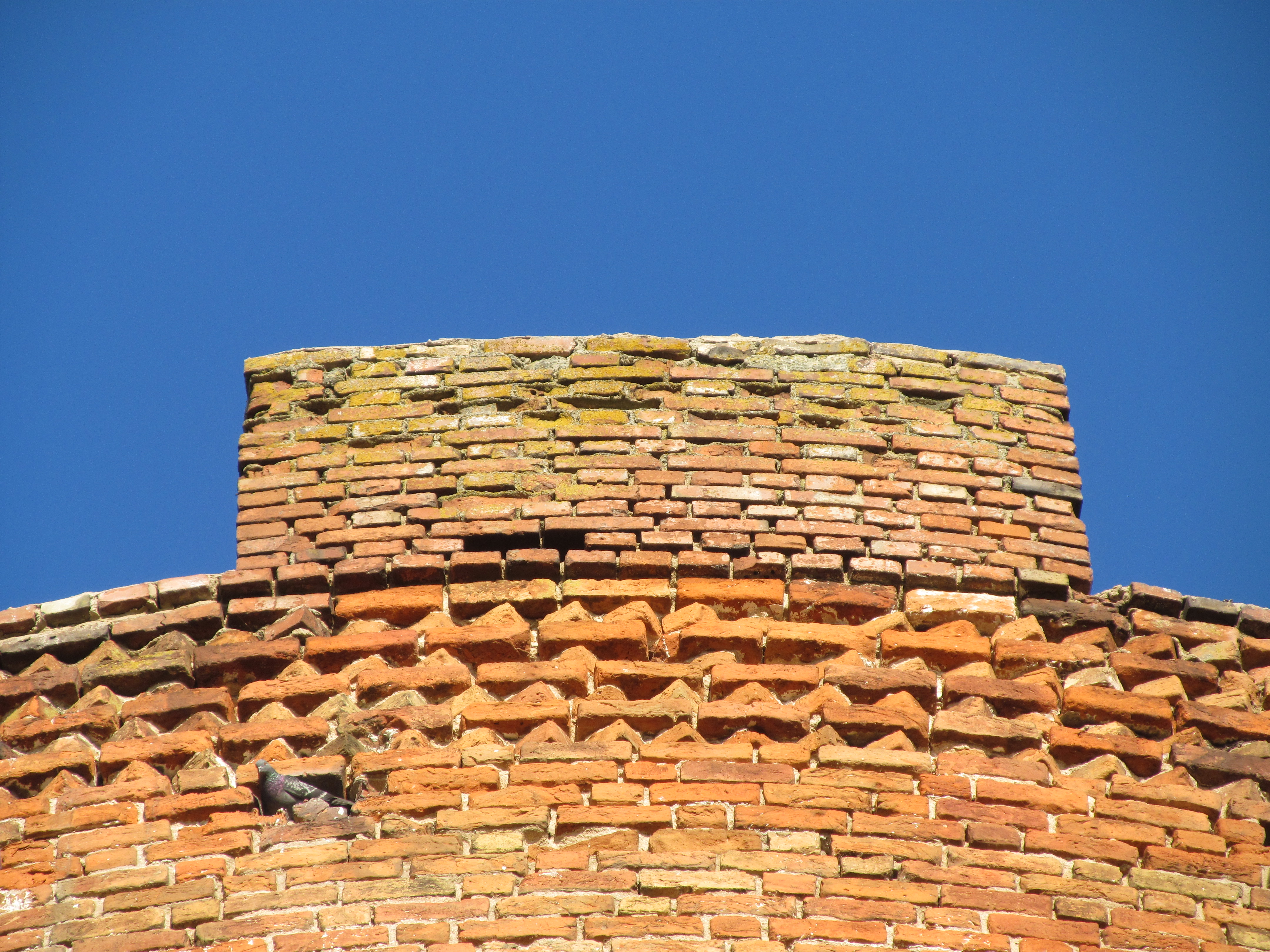
Зубец без смотрового окна
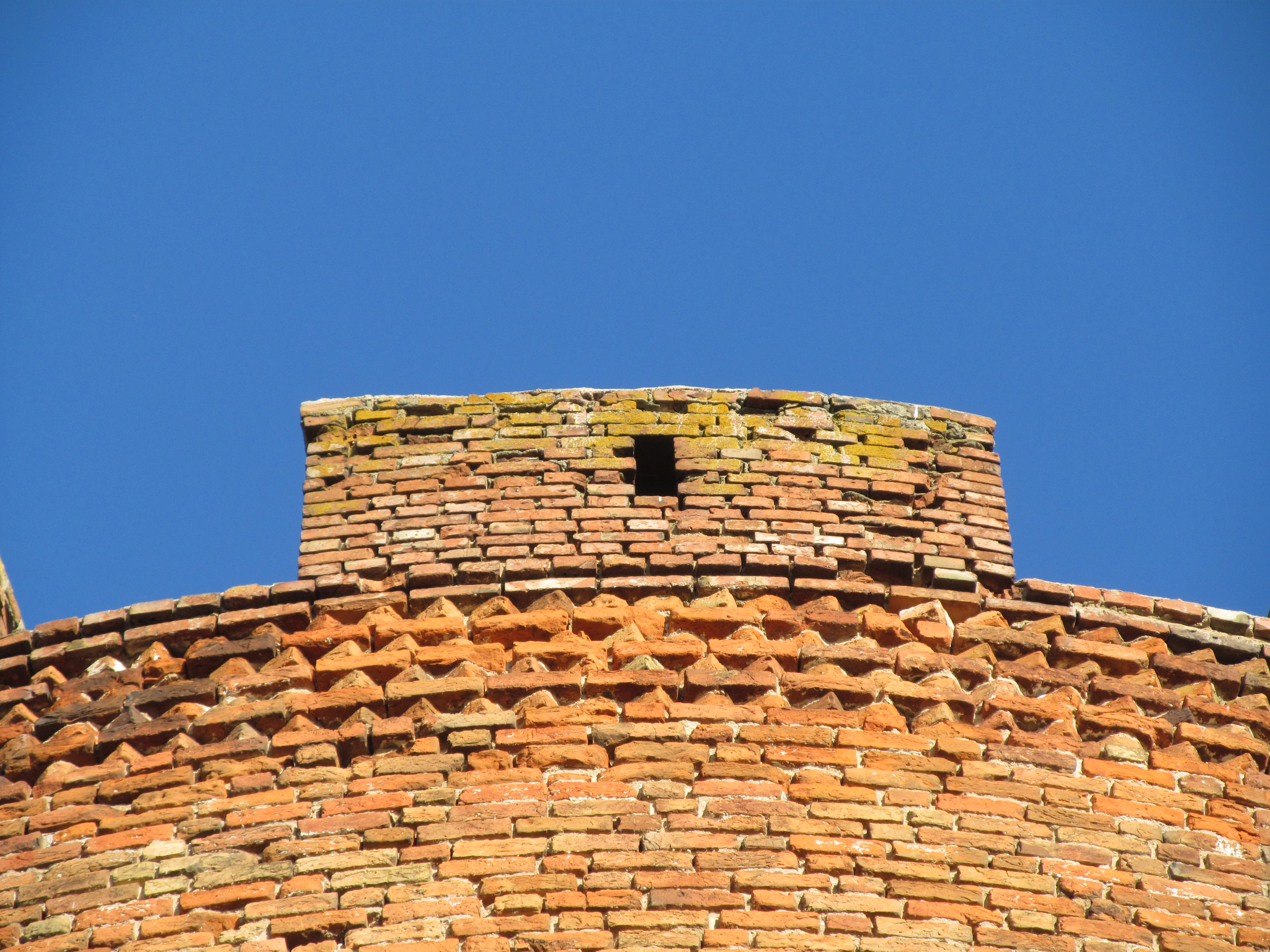
Зубец со смотровым окном
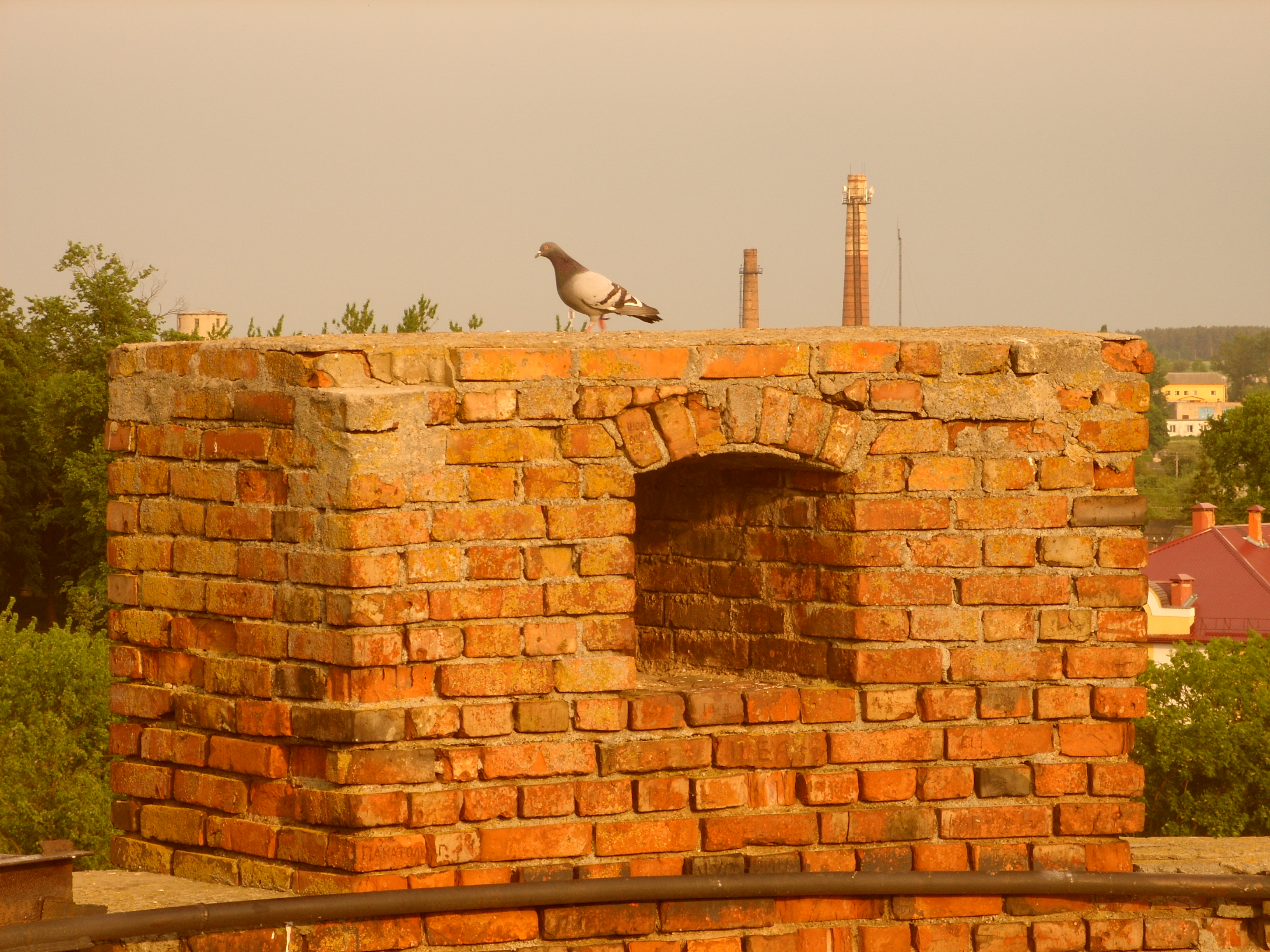
На боевой площадке
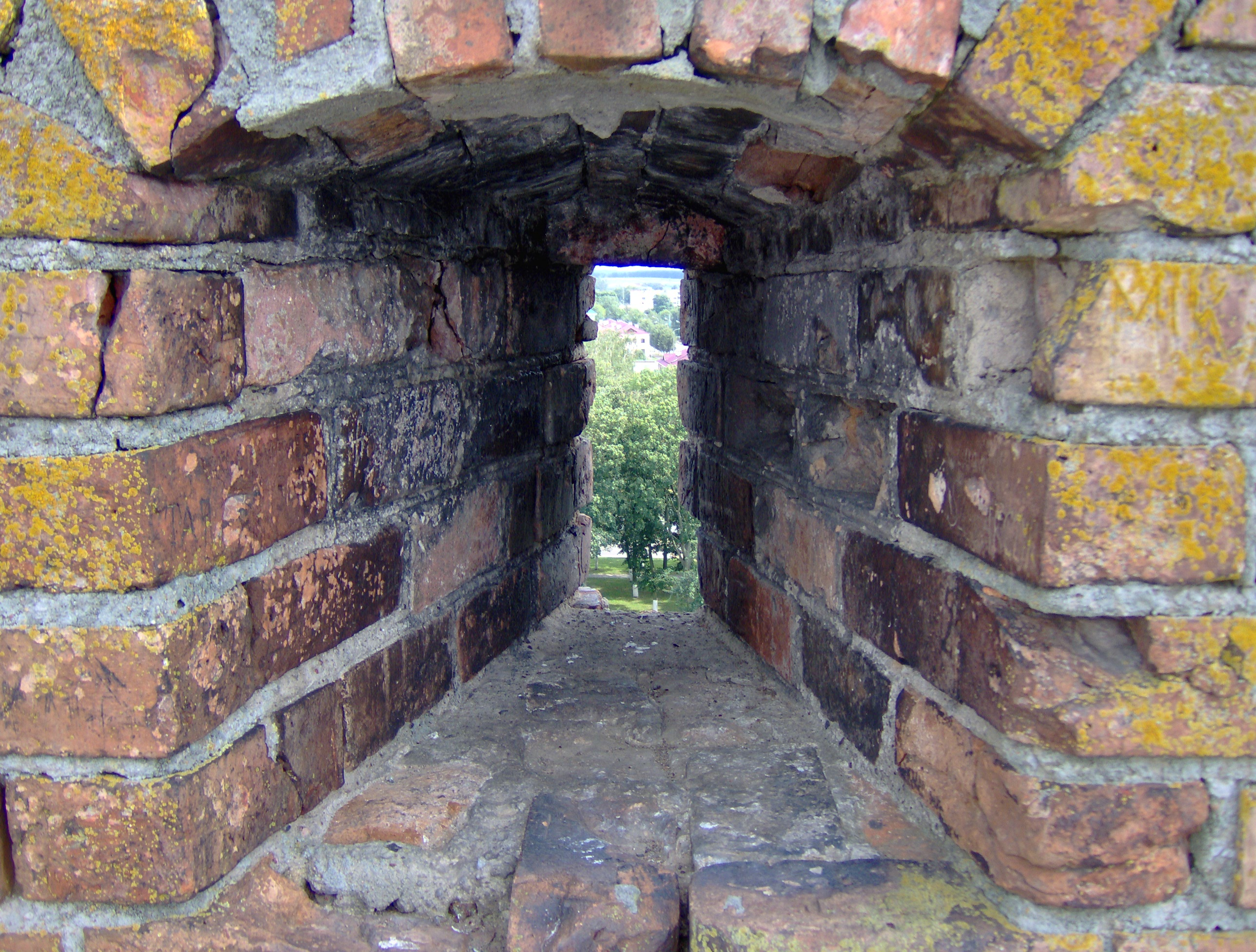
Смотровое окно в зубце

Над пятым ярусом был кирпичный свод (сохранились его несущие элементы), а по периметру между ним и стеной проходил жёлоб, в который собиралась вода и отводилась наружу стен через 4 сквозных канала. Теперь крышей служит деревянный купол, обитый жестью.

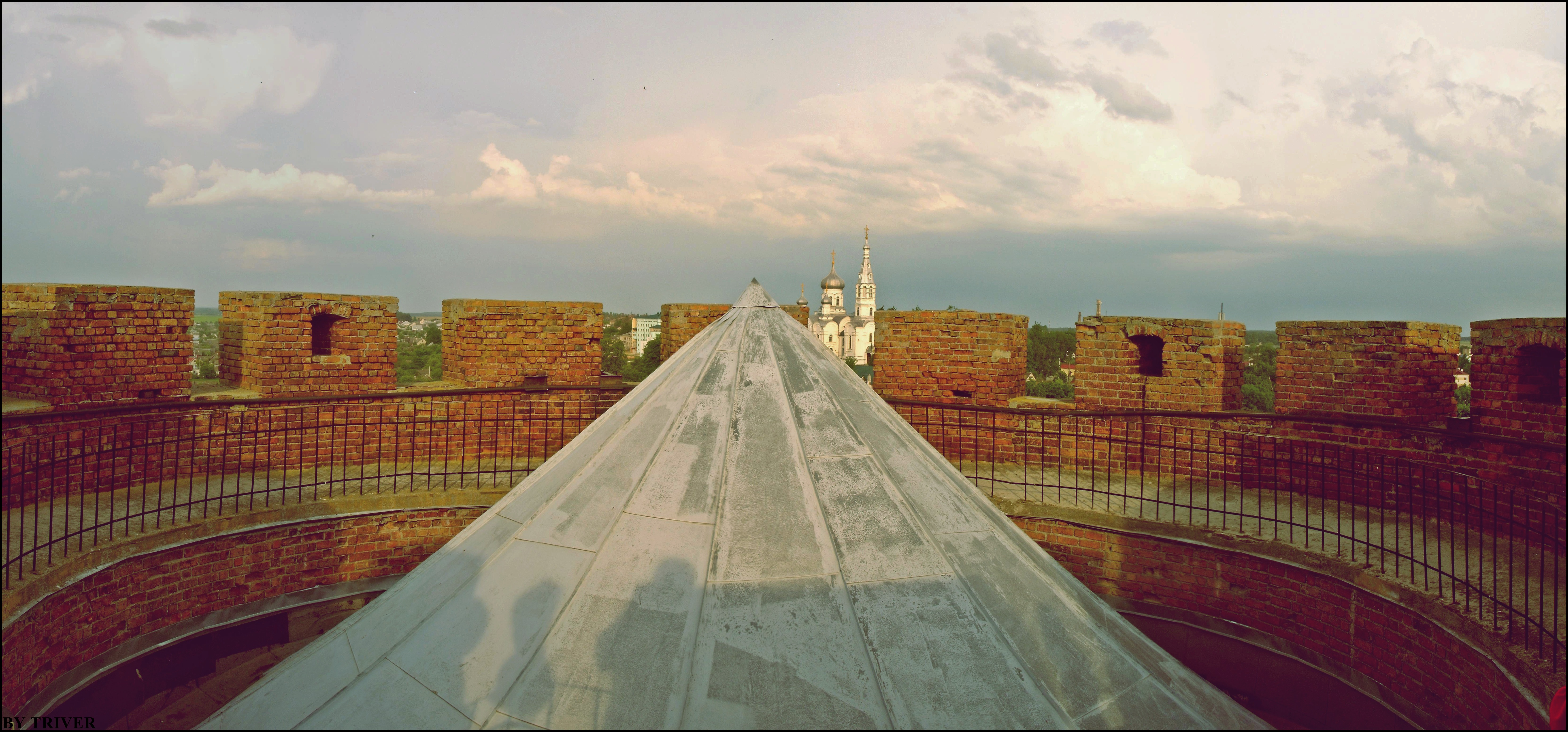
Современная «крыша» на башне

Внутренний облик был скромен и максимально адаптирован для обороны. На первом этаже размещался довольно вместительный погреб с кирпичным сводом. Здесь располагался склад с пищевыми запасами и колодец с водой. Деревянные перекрытия из дуба разделяли внутреннее пространство башни на 5 ярусов. Ярусы соединялись между собой деревянными лестницами.

Во внешнем виде можно отметить следующие элементы декора: в верхней части башни, под зубцами, имеется «лента» из 4-рядов кирпичей положенных «на угол»; старинный вход на высоте 13 метров обрамлён скромным готическим порталом; четыре ниши на 5 ярусе белились. Каменецкая башня является памятником романского стиля с элементами ранней готики.

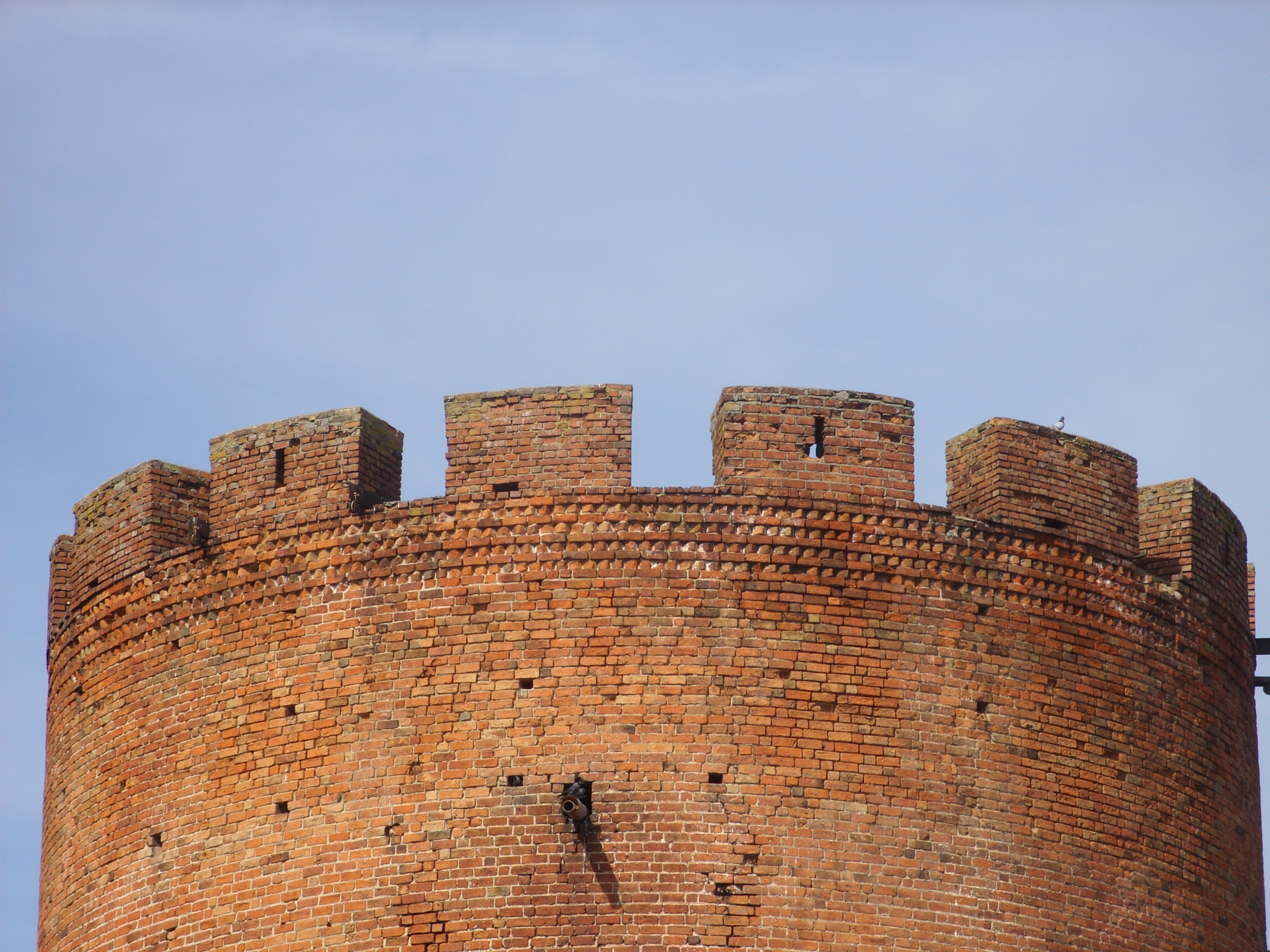
Лента из кирпичей
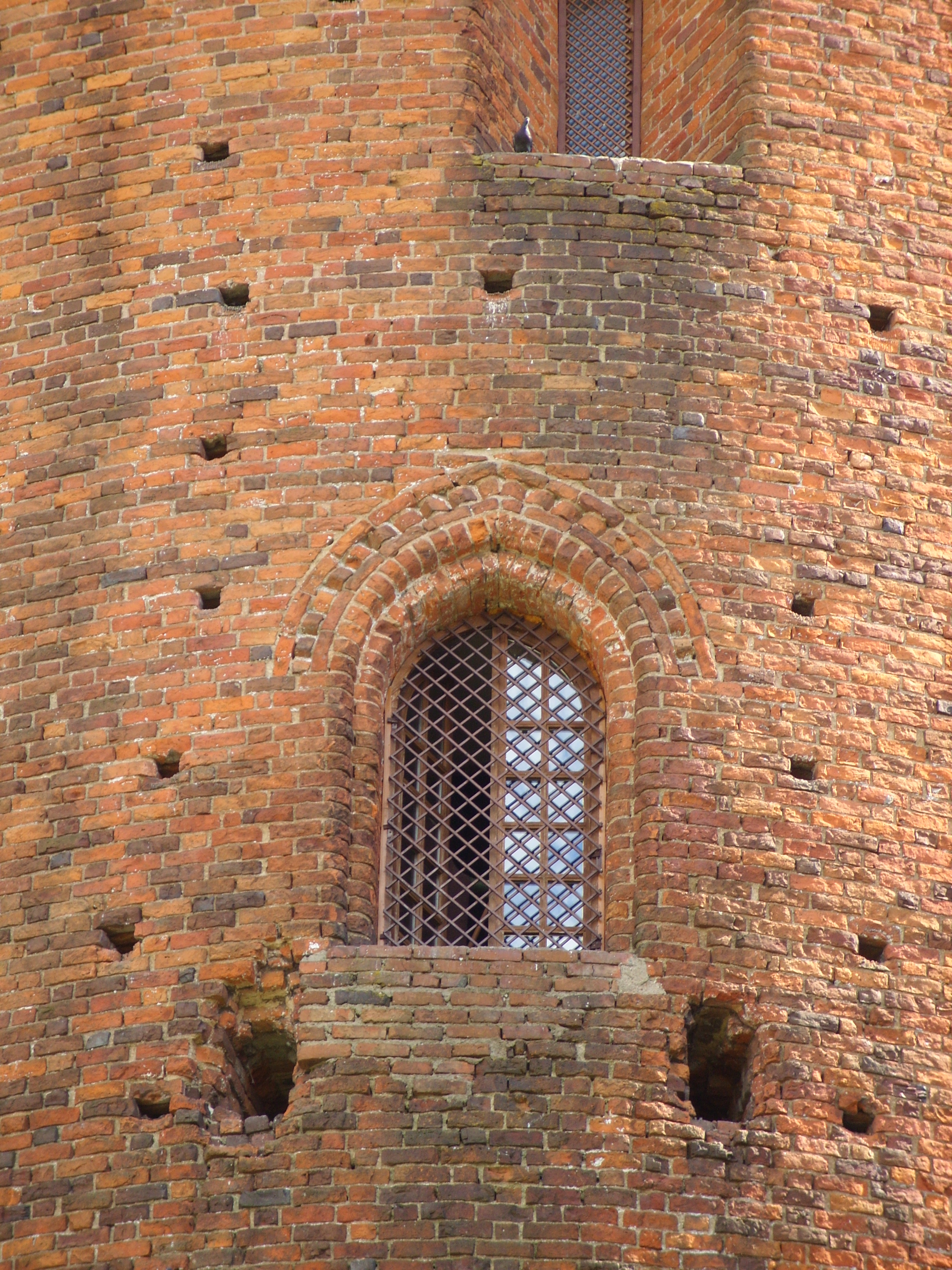
Портал над старинным входом
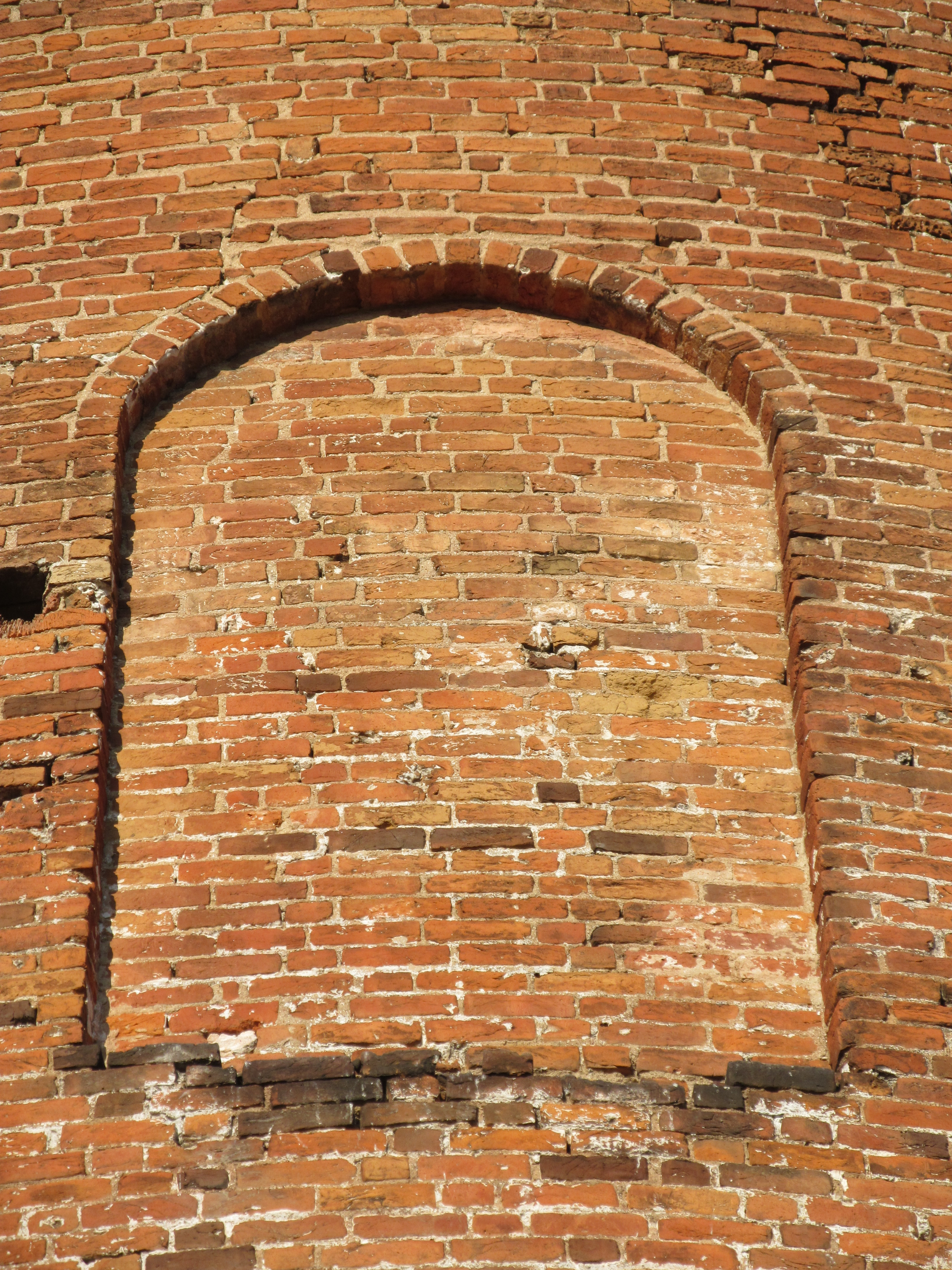
Ниша, которая белилась
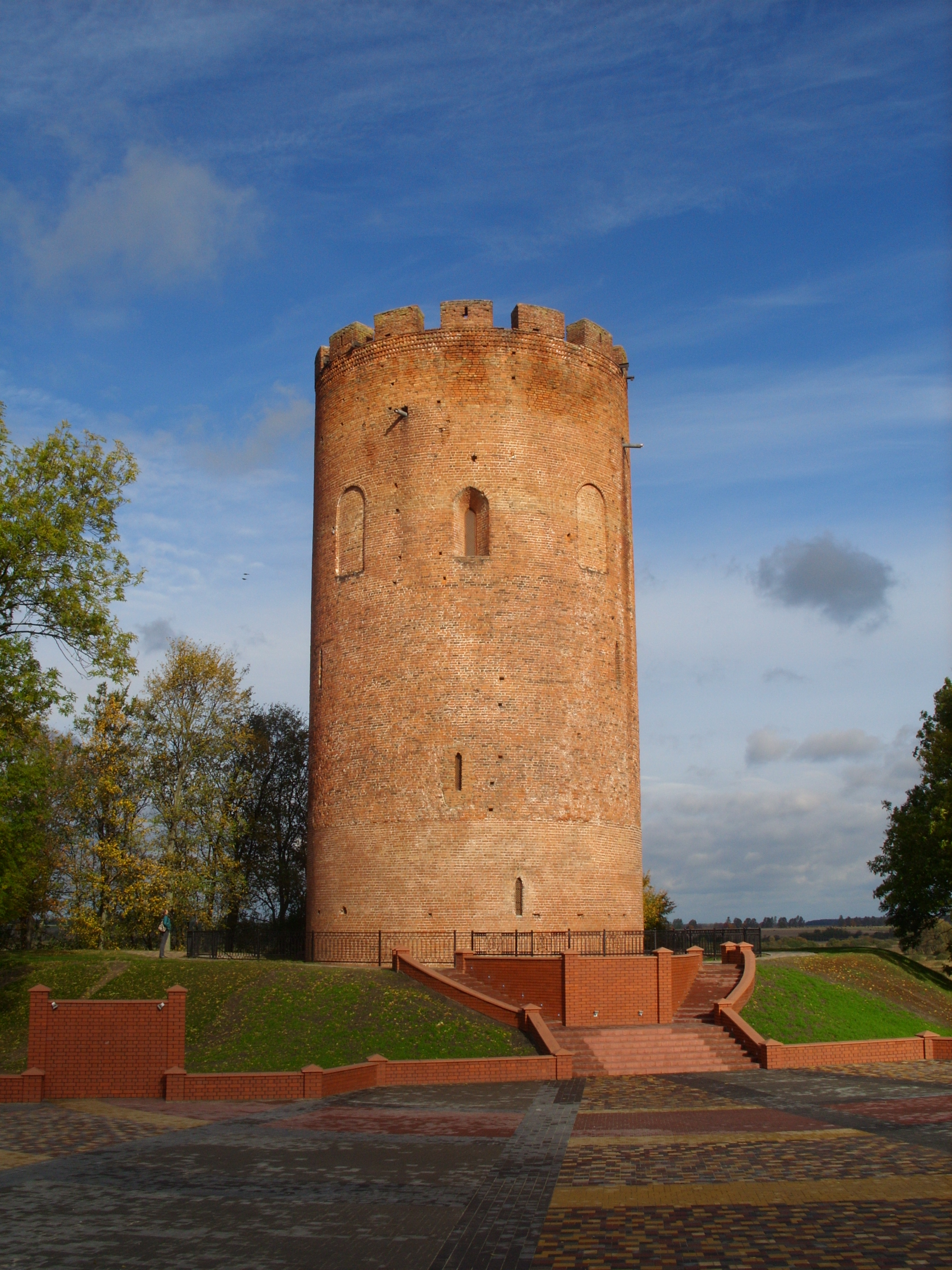
Современный вид башни

В 1957 году была побелена в связи с ошибочным мнением, что она в старину белилась. С 1960 года по сегодняшний день в веже действует музей «Каменецкая башня». belayavezha.kamenets.by. Дата обращения: 1 марта 2021.. В данный момент башня требует к себе внимания реставраторов, чтобы остановить разрушающее воздействие атмосферных осадков.

### Культовые места и сооружения
- Свято-Симеоновская церковь

Построена в 1914 году в русском стиле каменная Симеоновская церковь на месте старого деревянного храма. В её композиции выделяется высокая башня с шатровым завершением, которая вместе с пятью куполами образует силуэт постройки.
- Церковь в честь преподобного мученика Макария Игумена Каменецкого (строится).
- Место Благовещенской церкви
- Место Рождественской церкви
- Место Воскресенской церкви
- Место Воскресенского монастыря
- Костёл святых Петра и Павла
- Часовня на кладбище
- Синагога и иешива «Талмуд Кнессет Бэйт Ицхак»

Здание иешивы использовали при строительстве дома культуры.

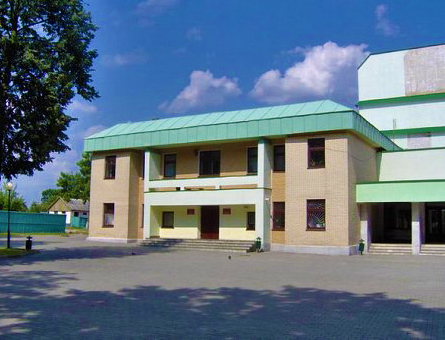
Здание бывшей синагоги и иешива "Талмуд Кнессет Бэйт Ицхак

- Синагога «Дер Мейер»

### Городская застройка 30-х годов XX века
- Торговая площадь «Рынок»
- Гимназия
- Аптека Оссовского
- Жилой дом Вигутова
- Гостиница Гальперна
- Дом Стемпницкого
- Дом реба Боруха Бер Лейбовича
- Школа «Бейт Мидраш»

Сегодня здание старой еврейской школы занял районный военкомат. По некоторым данным какое-то время здесь была иешива.

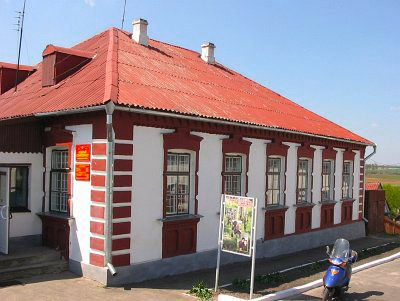
Здание бывшей еврейской школы

- Пекарня
- Мельница Рубина
- Жилой дом на улице Советской

### Захоронения Второй мировой войны
- Братская могила воинов Красной армии и партизан
- Могила Пивненко Я. И.

### Памятник, скульптура
- Памятный знак «700 лет Каменцу»
- Памятник «градорубу» Алексе
- Памятный знак жертвам Холокоста

## Галерея

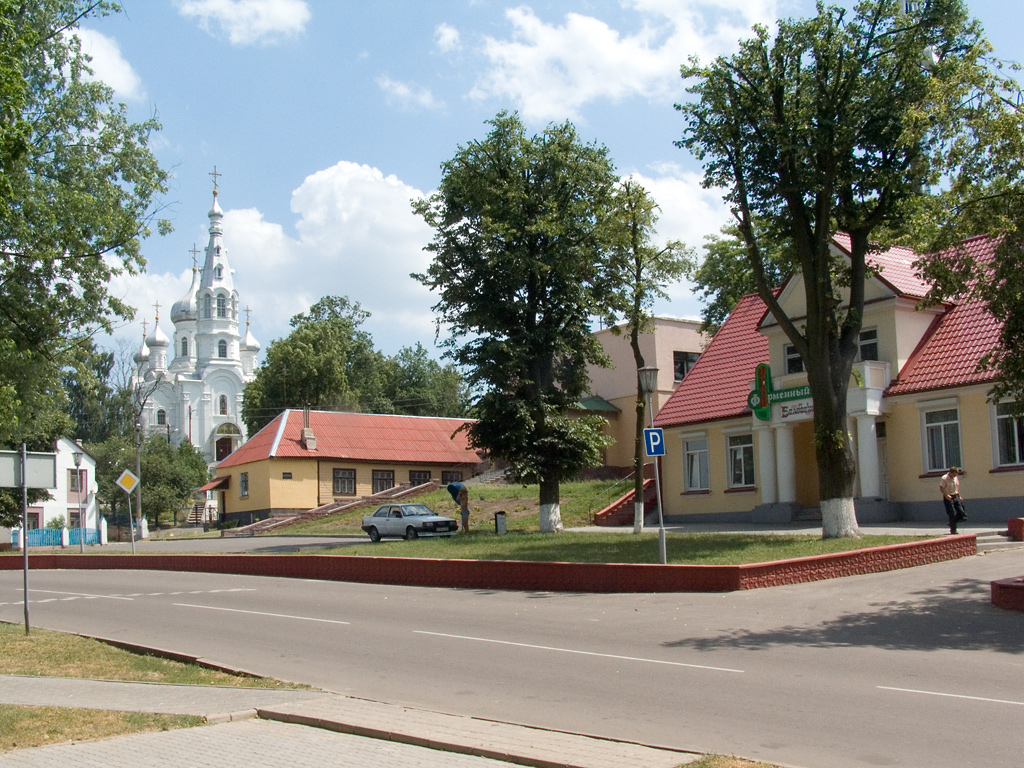
В центре Каменца. На заднем плане — собор Св. Преподобного Симеона
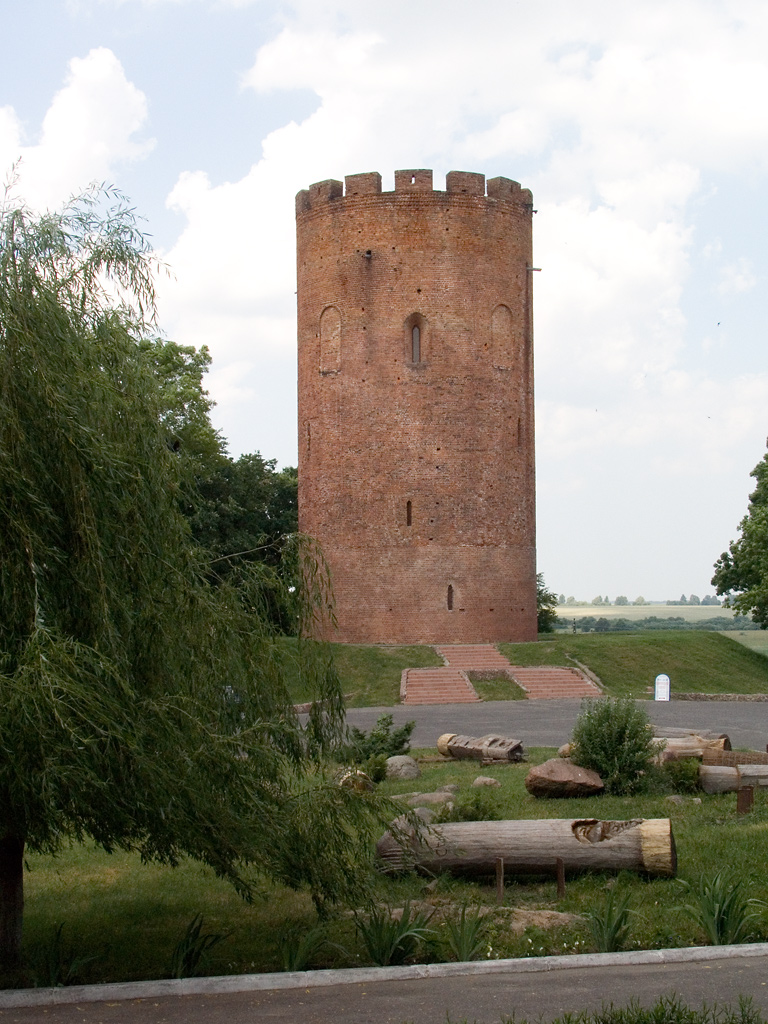
Каменецкая башня
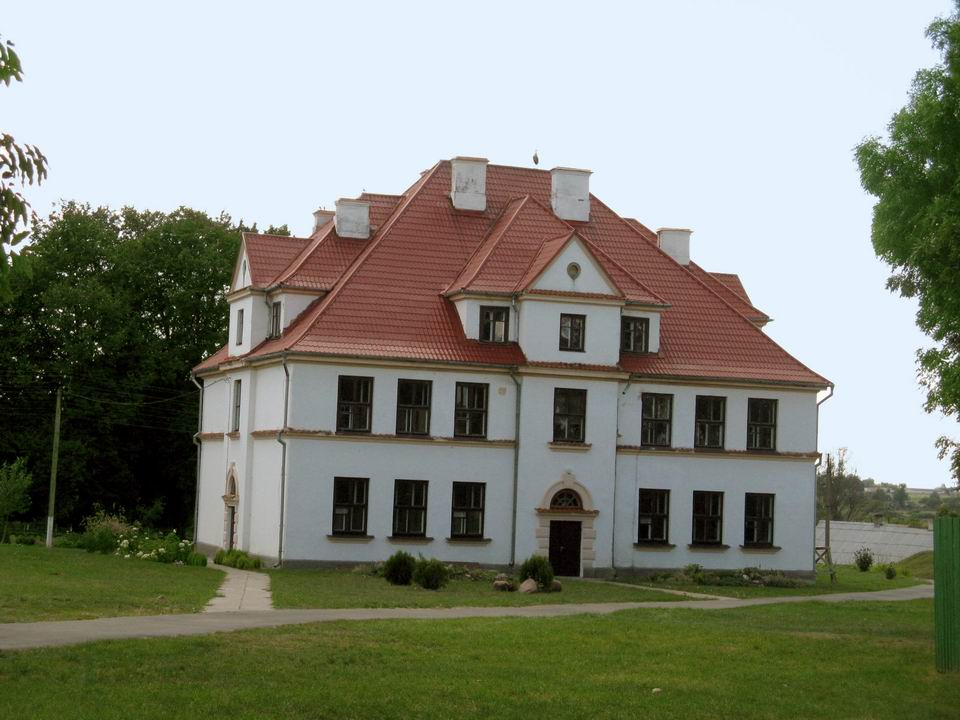
Гимназия
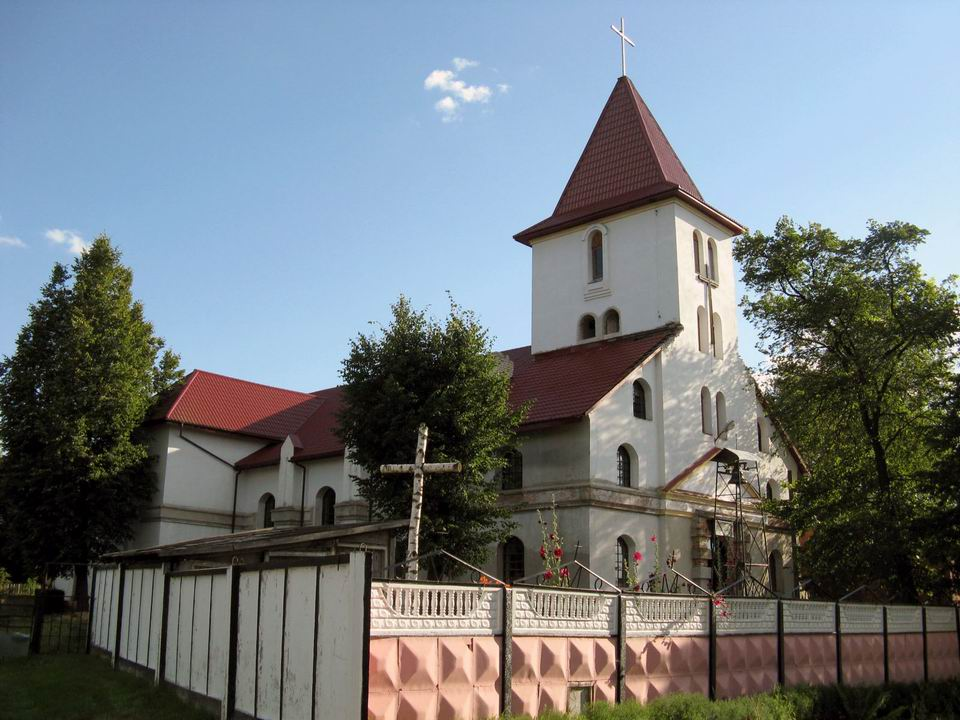
Католический храм
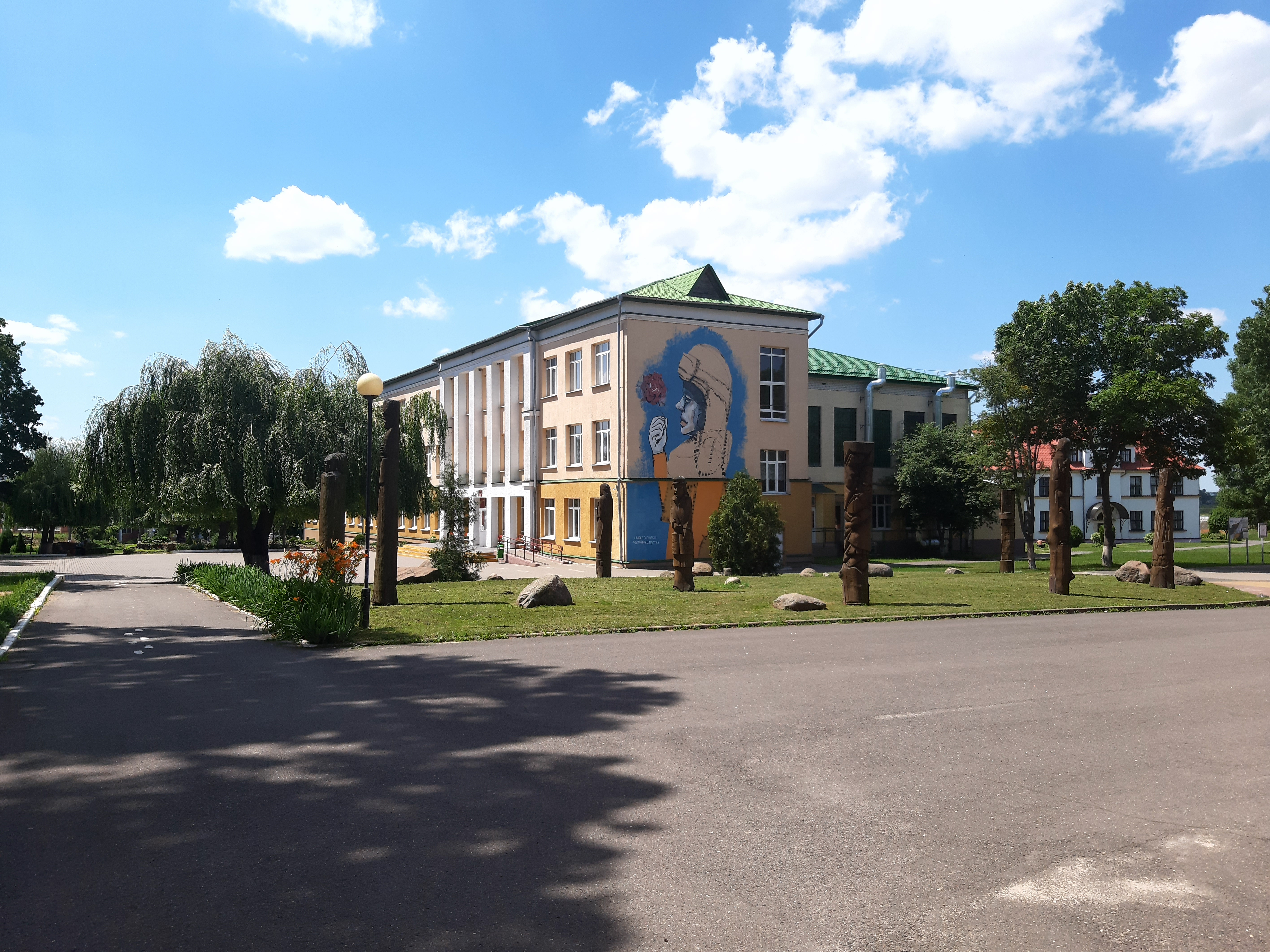
Центр
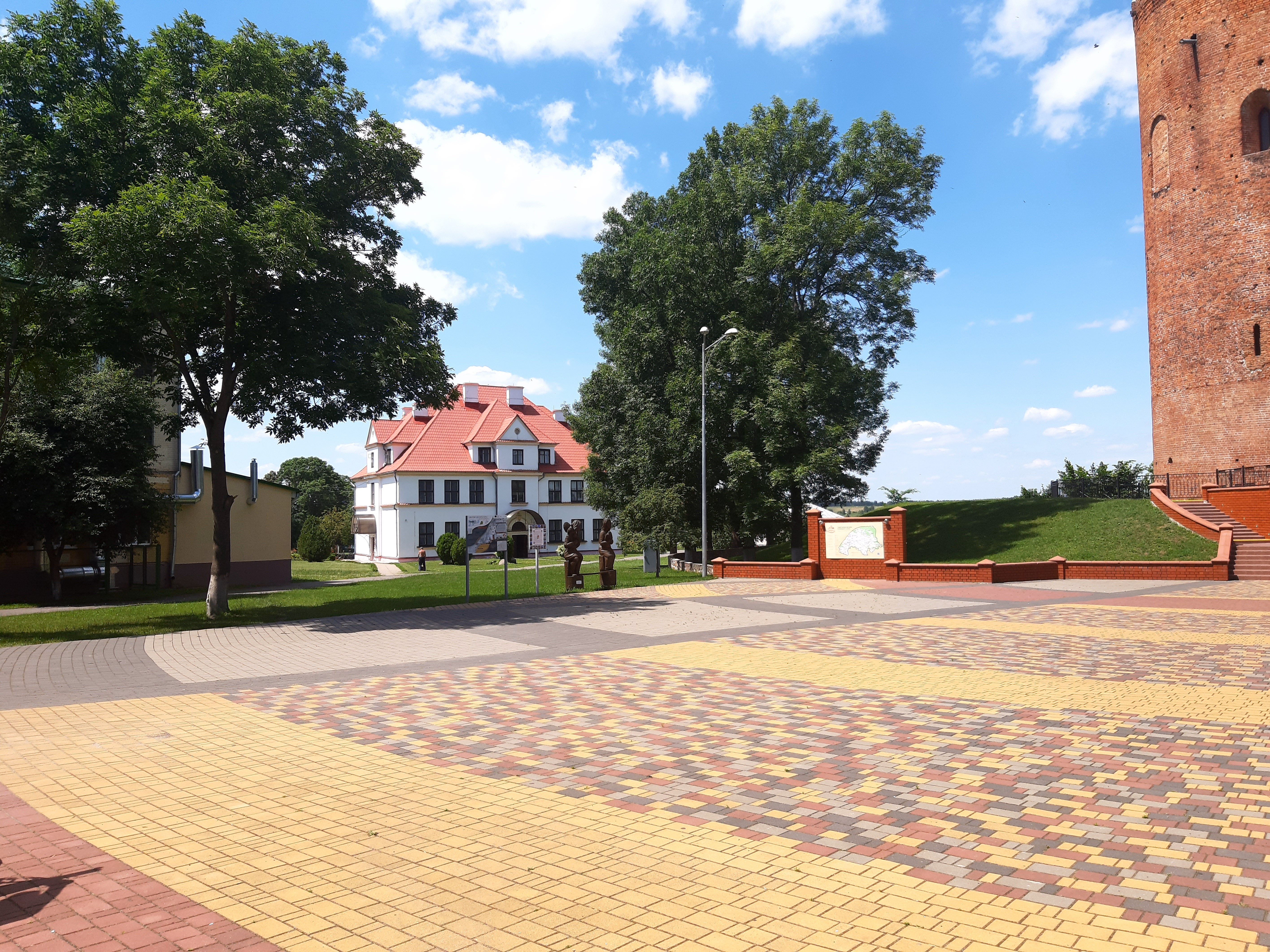
Центр

## В филателии и нумизматике
- 25 января 2005 года выпущена в обращение почтовая марка «Герб Каменца» из серии «Гербы городов Беларуси»[25].
- 23 августа 2005 года выпущен в обращение конверт с оригинальной маркой «День белорусской письменности в Каменце»[26].

## В топонимике
- Улица Каменецкая — в Бресте, Гомеле, Жабинке, Кобрине, д. Комаровщина (Каменецкий район), д. Турна Малая (Каменецкий район), аг. Турна Большая (Каменецкий район), д. Каменец (Чашникский район).
- Переулок Каменецкий — в Бресте.